# 의성 고운사 대웅전
의성 고운사 대웅전은 대한민국 경상북도 의성군 단촌면 구계리, 고운사에 있던 대웅전이다. 1985년 12월 31일 경상북도의 문화재자료 제168호로 지정되었다가, 1991년 11월 16일 문화재 지정이 해제되었다. 2025년 3월 26일 산불로 인해 소실되었다.

## 참고 자료
- 고운사대웅전 - 국가유산청 국가유산포털